# Chevrolet Malibu
De Chevrolet Malibu is een sedan van het Amerikaanse automerk Chevrolet. De Chevrolet Malibu werd tussen 1964 en 1983 en vanaf 1997 geproduceerd. Hoewel het voertuig alleen voor de Noord-Amerikaanse markt bedoeld was, verscheen de Malibu vanaf 2013 ook in andere landen. Het voertuig valt onder de middenklasse.
De naam Malibu is afgeleid van de kustplaats Malibu, dat in Californië ligt. De Chevrolet Malibu is anno 2022 de enige sedan die Chevrolet in productie heeft, na de opheffing van de Chevrolet Cruze, Chevrolet Impala en Chevrolet Aveo. Begin mei 2024 maakte Chevrolet bekend dat de productie van de Malibu in 2025 zal beëindigen. De fabriek waarin de Malibu werd gemaakt zal omgebouwd worden voor de productie van de elektrische Chevrolet Bolt.

## Eerste generatie (1964-1967)
De naam Malibu werd in 1964 gepresenteerd als een topluxe versie van de Chevrolet Chevelle en kreeg betere voorzieningen zoals bekleding met een motiefje, vinylen afwerking, luxe tapijt en een ander stuur. De Malibu werd in vier varianten geleverd, een tweedeurs cabriolet, een tweedeurs hardtop, een vierdeurs sedan en een vierdeurs stationwagen.
Voor de cabriolet en hardtop was er ook een SS versie beschikbaar. SS staat voor Super Sport en worden op reguliere Chevrolet modellen toegepast, waardoor het in feite sportwagens worden. De Malibu SS kreeg twee losse voorstoelen (in die tijd was een normale bank gewoonlijk als voorstoel), een middenconsole, waarop een versnellingspook met vier versnellingen gemonteerd kon worden, een verbeterd instrumentenpaneel, speciale velgen en een 5.4L V8-motor die 300 pk leverde.
In 1965 werd de Malibu lichtjes aangepast. Zo kreeg het voertuig een vernieuwde voorkant en achterlichten en werd de uitlaat verplaatst. De 5.4L V8-motor van de Malibu SS werd versterkt en kreeg 50 pk extra, en er kwam een nieuwe motor op de markt, een 6.4L V8-motor die 375 pk kon leveren.
In 1966 werd de Malibu SS opgeheven en vervangen door de Chevelle SS, in Canada bleef het Malibu SS naamplaatje tot 1967 in gebruik. De Chevelle Malibu SS kreeg een 6.5L V8-motor, verbeterde veringen en andere aanpassingen. In 1966 kwamen de voorstoelen en middenconsole met versnellingspook, die voorheen alleen maar op de SS beschikbaar waren, ook beschikbaar op de normale Malibu's. Ook kwam er een nieuwe Malibu op de markt, een Malibu Sport Sedan.
In 1967 kreeg de Malibu wederom kleine aanpassingen, waaronder een nieuwe voorkant en nieuwe achterlichten. Nieuwe opties waren een 8 sporencassette en schijfremmen in de voorwielen. Ook werd er een nieuwe Chevelle Malibu stationwagen op de markt, met een houtframe.

## Tweede generatie (1968-1972)
In 1968 kreeg de Malibu, samen met alle andere Chevelle modellen, een geheel nieuw ontwerp. De hardtop Malibu werd een fastback, wat in feite een aerodynamische hatchback is. De nieuwe standaardmotor voor de Malibu werd een 5.0L V8-motor, met 200 pk. De Malibu kreeg een nieuw instrumentenpaneel met ronde meters. Ook kwam er in 1968 een luxe optie voor de Malibu op de markt, de Concour. Deze optie bevatte een optie voor een complete stoffen of vinyl bekleding, beklede deuren, houtafwerking, een middenconsole met een versnellingspook. Ook was er weer een stationwagen met houtframe.
In 1969 kreeg de Malibu wederom nieuwe achterlichten en een vernieuwde voorkant. Vanwege de nieuwe veiligheidswet kreeg de Malibu een vernieuwd instrumentenpaneel en hoofdsteunen. De 5.0L V8-motor bleef standaard op de Malibu, maar als optie kon er gekozen worden voor een 5.7L V8-motor die 255 of 300 pk kon leveren. Ook kwam de General Motors Turbo Hydra-Matic automatische versnellingsbak met drie versnellingen beschikbaar. Ook werden er enkele politieversies van de Chevelle Malibu gebouwd.
In 1970 werden alleen de Chevelle Malibu, de Chevelle SS-936 en Chevelle SS-454 aangeboden. De kleinere Chevelle 300 en 300 Deluxe werden niet meer verkocht (wel in Canada tot 1972).
In 1972 vonden er nauwelijks nieuwe verbeteringen plaats. Alle modellen uit 1971 bleven hetzelfde, maar kregen wel een nieuwe grille. 1972 was ook het laatste jaar voor de Malibu-hardtop en -cabriolet.

## Derde generatie (1973-1977)
In 1973 kreeg de Chevrolet Chevelle een geheel nieuw ontwerp. Bij deze generatie werd de Laguna geïntroduceerd als nieuw topluxe model. In 1973 was de Malibu nog een luxe model, in 1974 werd de Malibu het basismodel.
De Malibu werd in drie uitvoeringen geleverd, een tweedeurs coupé, vierdeurs sedan en vijfdeurs stationwagen. De standaardmotor was een 4.1L Turbo Thrift I6-motor, die 110 pk leverde.
Verder werd er in 1974 de Malibu Classic gepresenteerd. Deze versie van de Malibu was wél een topluxe model, en kreeg voorzieningen zoals een chromen grille en -achterbumper, verticale opera-ramen en een Chevrolet beeldje.
In 1976 kreeg de Malibu Classic een nieuwe grille en nieuwe koplampen. In 1977 werd de Chevelle Laguna opgeheven, waardoor de Malibu weer het topmodel van de Chevelle was. De Malibu was uitgerust met luxe stoffen voorstoelen en houtafwerking. Nieuwe opties waren getint glas en wielkappen.

## Vierde generatie (1978-1983)
In 1978 werd de Chevrolet Malibu aangewezen als opvolger van de Chevrolet Chevelle. De Malibu was het derde voertuig van Chevrolet dat werd 'gedownsized'. Een downsizing is een term die gebruikt wordt als een voertuig aanpassingen krijgt, zodat die kleiner en zuiniger wordt.
De Malibu werd op het GM A-platform gebouwd, was 30 cm korter en tussen de 230 en 450 kg lichter dan de Chevelle Malibu. Toch was er meer laad- en beenruimte in het voertuig. De Malibu werd in twee varianten geleverd; de Malibu en de Malibu Classic. De carrosserievormen van de Malibu waren een tweedeurs coupé, een vierdeurs sedan en een vijfdeurs stationwagen. De coupé werd in 1981 vervangen door de Chevrolet Monte Carlo.
De standaardmotor van de Chevrolet Malibu was een 3.3L Chevrolet 90° V6-motor. Andere motoropties waren een 3.8L V6-motor en een 5.0L V8-motor. Voor de Malibu waren er een drietrapsautomaat en drietrapsschakelbak beschikbaar.
In 1978 werd de Chevrolet Malibu aangewezen als opvolger van de Chevrolet Nova 9C1 (politieversie). De 9C1 Malibu was het enige politievoertuig van Chevrolet dat zich in het D-segment bevond. Naast de Malibu bracht Chevrolet ook nog 9C1 versies van de Chevrolet Impala en Chevrolet Caprice uit, maar deze voertuigen bevonden zich in het E-segment.
In 1982 verhuisde de Malibu van het GM A-platform naar het nieuwe GM G-platform. Het GM G-platform was een chassis met een achterwielaandrijving, en werd naast de Malibu ook op de Pontiac Grand Prix, Buick Regal en de Oldsmobile Cutlass Supreme toegepast. In 1982 werd de Malibu coupé opgeheven, de sedan en stationwagen bleven tot 1983 in gebruik. In 1983 werd de Chevrolet Celebrity als vervanger van de Malibu aangewezen.
De productie van de Chevrolet Malibu vond voornamelijk plaats in het Arlington Assembly te Texas, maar tussen 1979 en 1981 werd de Malibu ook in Mexico geproduceerd. De Mexicaanse Chevrolet Malibu werd in drie varianten geleverd: Chevelle, Malibu Classic en Malibu. De standaardmotor van de Mexicaanse versie was een 4.1L I6-motor, en als optie werd er een 5.7L V8-motor geleverd.
De General Motors fabriek te Oshawa, Canada, ontving in 1981 een speciale bestelling van de Irakese overheid. De Irakese overheid bestelde 25.500 Chevrolet Malibu's ter waarde van honderd miljoen dollar. De Irakese Malibu kreeg een 3.8L V6-motor, die 110 pk leverde, een drietrapsschakelbak, airconditioning, een verbeterde motorkoeler, een voorbank in plaats van voorstoelen, een AM/FM-radio en vinylbekleding.
Toen Chevrolet al 13.000 voertuigen had geleverd, annuleerde de Irakese overheid de bestelling. De reden was dat bestuurders problemen hadden met de schakelbak en koppeling. General Motors Canada stuurde een ploeg technici naar Irak toe, en die vonden inderdaad de beschreven problemen en probeerden het op te lossen. Toch had de Irakese overheid geen interesse meer, en een groot deel van de geleverde voertuigen werden taxi's in Bagdad. De overige 12.500 Iraqibu's die nog in de Canadese fabriek stonden, werden in Canada verkocht voor de extreme lage prijs van CAN$ 6.800.

## Vijfde generatie (1997-2005)
In 1997 presenteerde Chevrolet de nieuwe Malibu, als Amerikaans antwoord op enorm populaire voertuigen uit het D-segment, zoals de Honda Accord en Toyota Camry. De nieuwe Malibu werd op het GM N-platform gebouwd, waarop ook o.a de Buick Skylark en de Pontiac Grand Am werden gebouwd. De Malibu was ook de vervanger van de Chevrolet Corsica, een voertuig uit het C-segment.
De standaardmotor was een 2.4L I4-motor, die 150 pk leverde. Als optie kon er voor een 3.1L V6-motor, die 155 pk leverde, gekozen worden. Dit veranderde halverwege 1999, toen de 2,4L-motor werd geschrapt en de 3.1L V6-motor de nieuwe standaardmotor werd. De 3.1L-motor werd ook versterkt, waardoor die nu 170 pk kon leveren. In 2004 kwam er ook een 2.2L I4-motor, die 140 pk leverde op de markt. Alle Malibu's werden standaard geleverd met een viertrapsautomaat, ABS en airconditioning.
In 2004 werd de zesde generatie Malibu gepresenteerd. De productie van de vijfde generatie Chevrolet werd officieel in 2003 beëindigd, maar er werd besloten om het voertuig tot 2005 in productie te houden, onder de naam Chevrolet Classic.

### Malibu Cruiser
Voor de SEMA autoshow van 2001 bouwde Chevrolet Preformance een conceptauto van de Chevrolet Malibu. Het conceptvoertuig, Malibu Cruiser genaamd, werd limoengroen gespoten, kreeg een 3.5L Turbocharged V6-motor, die 230 pk leverde, een viertrapsschakelbak en een setje EVO T1-S banden die door Toyo Tire & Rubber Company geproduceerd werden.
Andere voorzieningen waren vier Sparco-racestoelen en een Kenwood entertainmentsysteem met een cd- en dvd-speler, een cd-wisselaar, meerdere speakers en radio's en speciale kop- en achterlichten.

## Zesde generatie (2004-2008)
In 2004 werd de zesde generatie van de Chevrolet Malibu gepresenteerd. De nieuwe Malibu werd op het GM Epsilon platform gebouwd, en was gebaseerd op de Opel Vectra. De Malibu werd in twee vormen geleverd: een sedan en hatchback. De hatchback heette Chevrolet Malibu MAXX en toonde veel overeenkomsten met de Opel Signum. De Malibu MAXX bleef tot 2007 in productie, de sedan bleef tot 2008 in productie, onder de naam Malibu Classic.

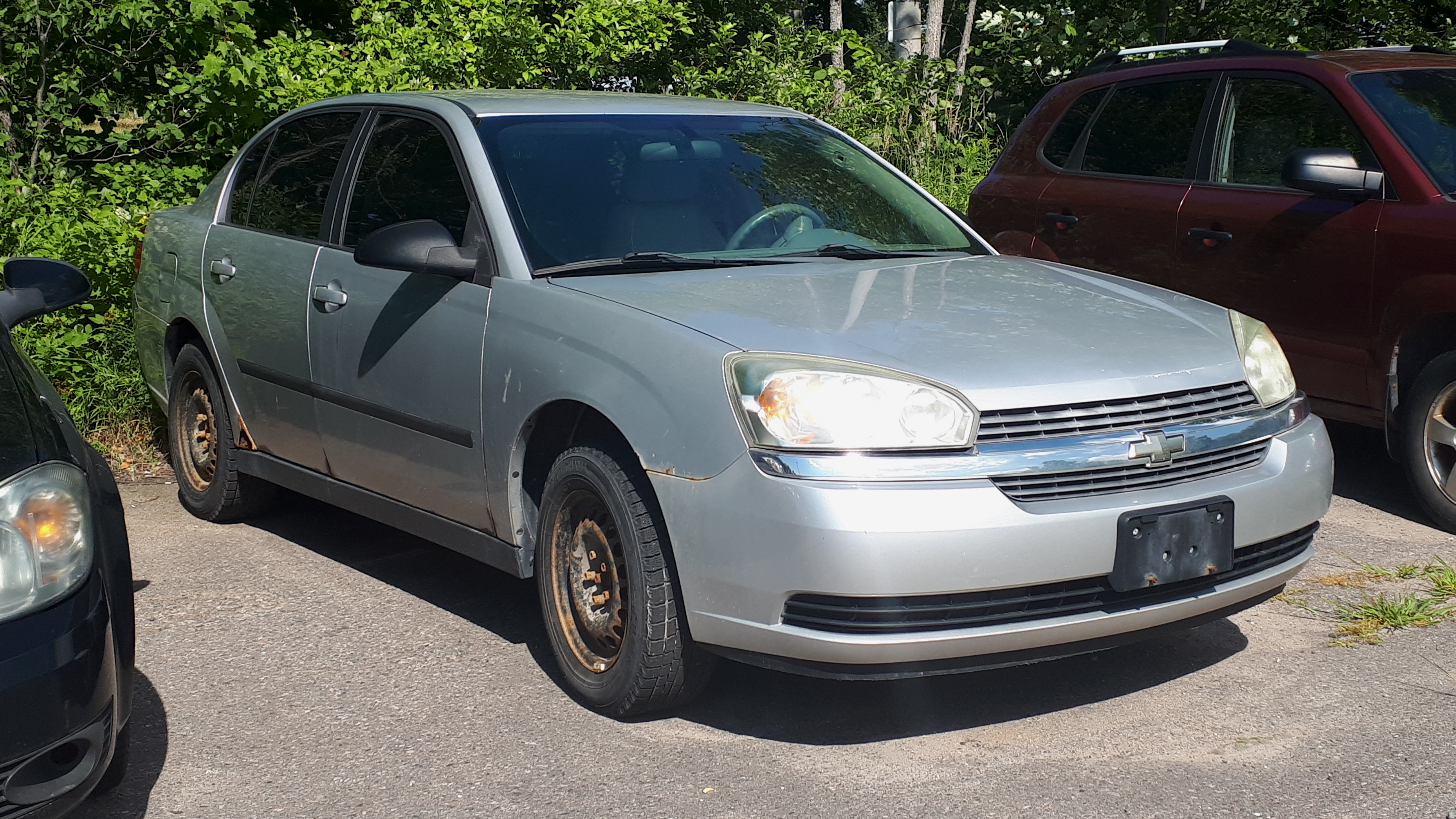
Een Chevrolet Malibu Sedan uit 2004

De standaardmotor was een 2.2L Ecotech L61 I4-motor, die 144 pk leverde. De LS- en LT-luxeopties en de MAXX kregen een 3.5L High Value LX9 V6-motor, die 201 pk leverde. Tussen 2006 en 2007 was er ook een SS variant beschikbaar, die een 3.9L High Value LZ9-motor, met 240 pk kreeg. Als laatste werd de LX9 V6 in 2007 vervangen door een LZ4-motor, die 217 pk leverde. Al deze varianten werden geleverd met een viertrapsautomaat.
De Malibu MAXX werd standaard met een panoramadak boven de achterbank geleverd, als extra optie kon dit vergroot worden, zodat de voorstoelen ook mee konden genieten van het panoramadak. In 2004 introduceerde General Motors de remote starter op al zijn modellen, waardoor de Malibu deze functie ook kreeg. De zesde generatie Malibu was tussen 2004 en 2006 herkenbaar aan de chromen balk die de grille door tweeën deelde. In 2006 werd dit verwijderd en kreeg de Malibu een kleinere grille.
In 2007 werd de productie van de hatchback stopgezet. De sedan werd tot Malibu Classic omgedoopt en bleef tot 2008 in productie. De Malibu Classic werd in twee varianten geleverd: een V6 LT en LS en een viercilinder LS. Alleen de V6 LT was beschikbaar voor particulieren, de overige versies waren voor commercieel gebruik bestemd.

## Zevende generatie (2008-2012)
In 2008 werd de zevende generatie van de Chevrolet Malibu gepresenteerd. De Malibu werd alleen maar als sedan geleverd, en t/m 2009 was er ook een hybride versie te koop. De Chevrolet Malibu werd in de Fairfax Assembly te Kansas City geproduceerd.
Tussen 2008 en 2010 waren er in totaal zes verschillende motoren beschikbaar, variërend van 2.4L tot 3.6L. Tussen 2010 en 2012 waren er alleen maar een 2.4L I4-motor en een 3.6L V8-motor beschikbaar. Beide motoren werden met een zestrapsautomaat geleverd. Tussen 2008 en 2010 werden er ook motoren met een viertrapsautomaat geleverd.
Tussen 2008 en 2009 was er ook een hybride versie van de Malibu beschikbaar. De Hybride Malibu werd uitgerust met een 2.4L LAT I4-motor en zorgde ervoor dat de brandstofefficiëntie werd verhoogd van 9.8L per 100 km naar 9.0L per 100 km. In 2009 werd al besloten om de productie van het Hybride model te beëindigen, vanwege de lage verkoopcijfers. In 2010 waren er nog enkele Hybride Malibu's beschikbaar voor commerciële diensten.
Alle Chevrolet Malibu's werden standaard geleverd met de volgende voorzieningen:
- OnStar beveiligingssysteem
- zes airbags (twee voor en vier aan de zijkant)
- tractiecontrole
- bandenspanningcontrolesysteem
- ABS
- Dagrijverlichting
- ESP

In 2011 werd dit uitgebreid met BlueTooth, USB-poorten, alarmsysteem, getinte ramen en elektrisch verstelbare voorstoelen. Als extra luxe-optie kon de Malibu met een panoramadak, leren stoelen en houtafwerking geleverd worden.

## Achtste generatie (2013-2016)
De achtste generatie van de Chevrolet Malibu werd in 2011 in Azië onthuld en in 2012 werd hij in Noord-Amerika onthuld. De nieuwe Chevrolet Malibu werd de vervanger van de Holden Epica (Australië en Nieuw-Zeeland), de Daewoo Tosca (Zuid-Korea), de Holden VE (Midden-Oosten), de Chevrolet Lumina (Filipijnen), de zevende generatie Malibu (Noord-Amerika) en de Chevrolet Epica (Europa).
De Malibu ging eind 2011 in Azië de markt op, in 2012 begon de verkoop in Noord-Amerika, Europa en het Midden-Oosten. In 2013 begon de verkoop in Australië en Nieuw-Zeeland (als Holden Malibu) en in de Filipijnen.
De Chevrolet Malibu werd alleen als sedan geleverd, en had zes verschillende luxeopties: LS 1LS (standaard), LT 1LT (standaard voor commerciële modellen), LT 2LT, ECO 1SB, ECO 2SA en LTZ. De Holden Malibu kreeg twee luxeopties, CD en CDZ.
Er waren in totaal negen verschillende motoren beschikbaar voor de Malibu. De kleinste motoren waren een 1.5L LFV I4-turbomotor en een 1.6L LLV I4-turbomotor. Beide motoren liepen op benzine en waren alleen in China te verkrijgen. De Noord-Amerikaanse versie kreeg als standaardmotor een 2.5L LKW I4-motor, als optie was er ook een 2.0L I4-motor beschikbaar. De Holden Malibu en de Europese/Koreaanse Malibu werden geleverd met een 2.4L EcoTech I4-benzinemotor of een 2.0L VCDi I4-dieselmotor. De dieselmotor was overigens alleen maar in Australië, Europa en Zuid-Korea te verkrijgen. In het Midden-Oosten kreeg de Chevrolet Malibu twee motoropties: een 2.4L EcoTech I4-motor en een 3.0L I4-motor. De 
Oezbeekse versie kreeg alleen de 2.4L EcoTech I4-motor.
Alle motoren werden geleverd met een zestrapsautomaat, de 2.4L EcoTech I4-benzinemotor en de 2.0L VCDi I4-dieselmotor werden ook met een zestrapsschakelbak geleverd.
De Malibu werd standaard uitgerust met zes airbags voor (twee op hoofdhoogte, twee op torsohoogte en twee op kniehoogte) en twee zijairbags. Als extra opties konden er ook extra achterairbags ingebouwd worden, Lane Assist geïnstalleerd worden en een achteruitrijcamera gemonteerd worden.

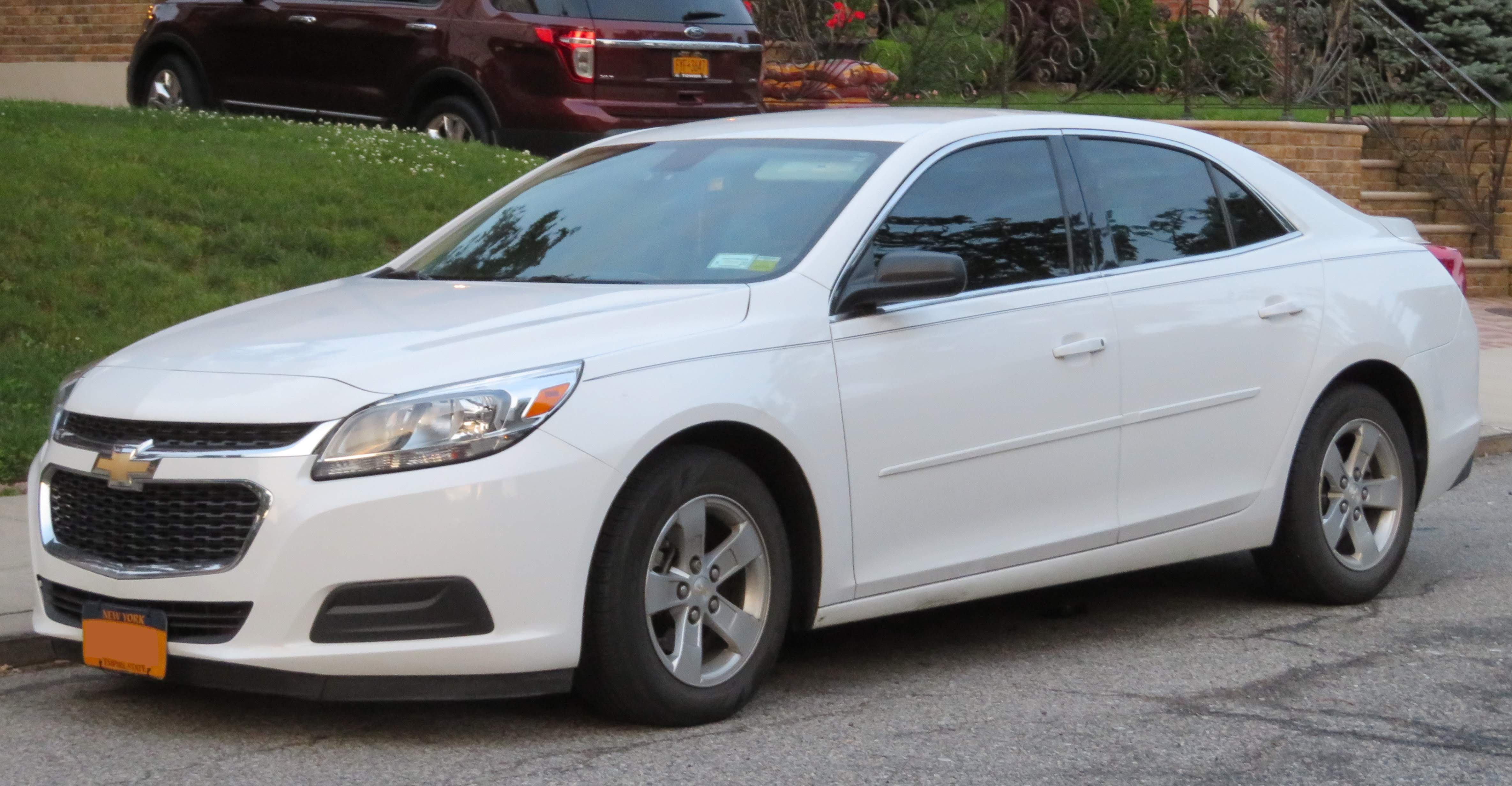
Een Chevrolet Malibu uit 2014 na de facelift

In 2014 kreeg de Noord-Amerikaanse Malibu een facelift. Zo kreeg de Malibu nieuwe koplampen en achterlichten, verbeterde brandstofefficiëntie en een verbeterde middenconsole, waarbij meer ruimte was voor bekers en smartphones. Ook was de Malibu uit 2014 volgens Chevrolet het eerste voertuig uit de middenklasse dat een start-stopknop had in plaats van een sleutel. De gefacelifte Malibu was overigens alleen maar in Noord-Amerika te verkrijgen.
De Chevrolet Malibu werd in 2015 vervangen door de negende generatie. Dit gebeurde alleen maar in Noord-Amerika, Oezbekistan, China en Zuid-Korea. De fabriek in Zuid-Korea produceerde deze generatie tot 2017 voor de Filipijnse markt, en in China bleef deze generatie tot 2019 in productie.

## Negende generatie (2016-2025)
Op 1 april 2015 werd de negende generatie van de Chevrolet Malibu gepresenteerd op de New York International Auto Show. De vernieuwde Malibu toonde veel overeenkomsten met de Chevrolet Impala, en was zo'n 40 cm langer dan de vorige generatie, waardoor er meer beenruimte in het voertuig kwam.
Het 2016-model werd standaard geleverd met een 1.5L LFV i4-turbomotor, OnStar 4G-internetverbinding, draadloze oplaadpunten, een precrash-systeem, automatische parkeerassistentie, een start-stopknop en een speciale functie die ingeschakeld kon worden als er tieners in de auto gingen rijden. Met deze zogenoemde Teen Driver-functie konden ouders inzien wat hun tiener met de auto deed. Als extra optie kon de 1.5L-motor vervangen worden door een 2.0 L LTG I4-benzinemotor. De nieuwe Chevrolet Malibu werd in vijf verschillende functies geleverd: L, LS, LT, Premier en Hybride.
Tussen 2016 en 2020 was er ook een hybride versie van de Malibu beschikbaar. De hybride Malibu werd geleverd met een 1.8L LKN i4-benzinemotor en twee 1,5kWh-lithium-ion-accu's geleverd. Met de accu's was de Malibu in staat om maximaal 89 km/u volledig elektrisch te rijden, de benzinemotor werd pas bij hogere snelheden ingeschakeld.
In 2019 werd de Chevrolet Malibu aangepast. De aangepaste Malibu kreeg een nieuwe voorkant, die te herkennen is aan de chromen staaf die de grille in tweeën deelt. De Premier Malibu nieuwe voorzieningen, zoals LED koplampen, verhitte achterstoelen en een geavanceerd informatiesysteem. De overige versies kregen een vernieuwd 8-inch informatiesysteem. Ook werd er een nieuwe versie van de Malibu uitgebracht: de sportieve RS. De RS kreeg geheel zwart uiterlijk, verbeterde banden en een dubbele uitlaat.
In 2020 vonden er bijna geen aanpassingen plaats; alle versies kregen nu standaard het informatiesysteem die eerst alleen maar op de Premier beschikbaar was.
Vanaf 28 december 2021 worden er ook Malibu's in Azerbeidzjan geproduceerd, in opdracht van GM Uzbekistan. De Malibu's die in Azerbeidzjan en Oezbekistan worden geproduceerd, zijn bestemd voor Rusland en het Gemenebest van Onafhankelijke Staten. Begin 2022 is de productie voor Rusland tijdelijk gestopt, wegens de sancties tegen het land.
In 2022 werd de L versie opgeheven, waardoor de LS nu het standaardmodel is. Ook is de handrem vervangen door een automatische versie.
Het 2023 model telt vier verschillende versies: LS, RS, LT en 2LT. De Malibu wordt standaard geleverd met o.a Apple CarPlay, Android Auto, Amazon Alexa, Lane Assist en automatische koplampen.